# Liste von Bergen in Ozeanien
Dies ist eine Liste von Bergen in Ozeanien. Der Kontinent Ozeanien umfasst das australische Festland sowie die auf dem Kontinentalschelf liegenden Inseln nördlich und östlich von Australien. Die größte dieser Inseln ist Neuguinea, dort befinden sich auch die höchsten Berge Ozeaniens. Ebenfalls enthalten sind Gipfel von Neuseeland und Hawaii. 
Zu einigen Gipfeln existieren unterschiedliche Höhenangaben (siehe Anmerkungen und Quellen). Viele Berge in Ozeanien, insbesondere Vulkane und isolierte Erhebungen auf Inseln, lassen sich keinen Gebirgen zuordnen.
| Name des Berges        | Höhe   | Gebirge               | Staat                           | Anmerkungen                                                 |
| ---------------------- | ------ | --------------------- | ------------------------------- | ----------------------------------------------------------- |
| Carstensz-Pyramide     | 4884 m | Sudirman-Gebirge      | Indonesien (Provinz Papua)      | auch Puncak Jaya (deutsch: Siegesgipfel)                    |
| Sumantri               | 4870 m | Sudirman-Gebirge      | Indonesien (Provinz Papua)      | auch Soemantri Brodjonegoro                                 |
| Ngga Pulu              | 4862 m | Sudirman-Gebirge      | Indonesien (Provinz Papua)      | gilt mit ca. 100 m topografischer Prominenz als Nebengipfel |
| Puncak Mandala         | 4760 m | Maokegebirge          | Indonesien (Provinz Papua)      | früher Wilhelminatop                                        |
| Puncak Trikora         | 4730 m | Maokegebirge          | Indonesien (Provinz Papua)      | früher Julianatop                                           |
| Ngga Pilimsit          | 4717 m | Sudirman-Gebirge      | Indonesien (Provinz Papua)      | früher Idenburg Top                                         |
| Puncak Yamin           | 4595 m | Maokegebirge          | Indonesien (Provinz Papua)      | früher Prins Hendrik Top                                    |
| Mount Wilhelm          | 4509 m | Bismarck-Gebirge      | Papua-Neuguinea                 | höchster Berg von Papua-Neuguinea                           |
| Mount Giluwe           | 4368 m | -                     | Papua-Neuguinea                 | erloschener Schildvulkan                                    |
| Mount Kubor            | 4359 m |                       | Papua-Neuguinea                 |                                                             |
| Mauna Kea              | 4205 m | -                     | USA (Hawaii)                    | aktiver Vulkan auf Hawaii                                   |
| Mauna Loa              | 4169 m | -                     | USA (Hawaii)                    | aktiver Vulkan auf Hawaii                                   |
| Mount Sarawaget        | 4121 m |                       | Papua-Neuguinea                 |                                                             |
| N. N.                  | 4120 m | Finisterre-Gebirge    | Papua-Neuguinea                 |                                                             |
| Mount Bangeta          | 4107 m |                       | Papua-Neuguinea                 |                                                             |
| Mount Kabangama        | 4104 m |                       | Papua-Neuguinea                 |                                                             |
| Mount Victoria         | 4038 m | Owen-Stanley-Gebirge  | Papua-Neuguinea                 |                                                             |
| Angemuk                | 3949 m |                       | Indonesien (Provinz Papua)      |                                                             |
| Aoraki/Mount Cook      | 3724 m | Neuseeländische Alpen | Neuseeland                      | höchster Berg von Neuseeland                                |
| Pegunungan Kobowre     | 3750 m |                       | Indonesien (Provinz Papua)      |                                                             |
| Suckling               | 3676 m |                       | Papua-Neuguinea                 |                                                             |
| Undundi-Wandandi       | 3640 m |                       | Indonesien (Provinz Papua)      |                                                             |
| Deyjay                 | 3340 m |                       | Indonesien (Provinz Papua)      |                                                             |
| Mount Sefton           | 3157 m | Neuseeländische Alpen | Neuseeland                      |                                                             |
| Vogelkopf (Mount Mebo) | 3100 m |                       | Papua-Neuguinea                 |                                                             |
| Mount Aspiring         | 3033 m | Neuseeländische Alpen | Neuseeland                      | höchster Berg Neuseelands außerhalb der Mount-Cook-Gruppe   |
| Ruapehu                | 2797 m |                       | Neuseeland                      | aktiver Vulkan, höchster Berg der Nordinsel von Neuseeland  |
| Mount Tutoko           | 2723 m | Neuseeländische Alpen | Neuseeland                      | fünfthöchster Berg von Neuseeland                           |
| Mount Balbi            | 2750 m |                       | Papua-Neuguinea                 | erloschener Vulkan                                          |
| Mount Popomanaseu      | 2335 m | -                     | Salomonen                       | höchster Berg des Inselstaates Salomonen                    |
| Mont Orohena           | 2241 m | -                     | Französisch-Polynesien (Tahiti) | höchster Berg von Tahiti                                    |
| Mount Kosciuszko       | 2228 m | Snowy Mountains       | Australien                      | höchster Berg auf dem australischen Festland                |
| Mount Townsend         | 2209 m | Snowy Mountains       | Australien                      |                                                             |
| Mount Twynam           | 2195 m | Snowy Mountains       | Australien                      |                                                             |
| Mount Feathertop       | 1922 m | Great Dividing Range  | Australien                      |                                                             |
| Mont Tabwemasana       | 1879 m | -                     | Vanuatu                         | höchster Berg des Inselstaats Vanuatu                       |
| Silisili               | 1858 m | -                     | Samoa                           | aktiver Vulkan und höchster Berg des Inselstaats Samoa      |
| Mount Veve             | 1786 m | -                     | Salomonen                       | erloschener Vulkan                                          |
| Mont Panié             | 1628 m | -                     | Frankreich (Neukaledonien)      | höchster Berg der Inselgruppe Neukaledonien                 |
| Mount Ossa             | 1617 m | Pelion Range          | Australien                      | höchster Berg der Insel Tasmanien                           |
| St Mary Peak           | 1171 m | Flinders Ranges       | Australien                      |                                                             |
| Uluṟu (Ayers Rock)     | 863 m  | -                     | Australien                      | Heiliger Berg der Anangu                                    |